# Osberne (abbé de Saint-Évroult)
Osberne mort en 1066, est un moine normand devenu le 3e abbé de Saint-Évroult.

## Biographie
Osberne est le fils d’Herfast.
Moine de la Trinité-du-Mont, il est envoyé par l'abbé Rainier pour devenir le premier prieur de l'abbaye de Cormeilles.
Après la démission de Robert de Grandmesnil, il devient abbé de Saint-Évroult.
Il meurt le 27 mai 1066 et il est enterré par Vital de Creuilly, abbé de Bernay, dans le cloître de l'abbaye de Saint-Évroult.